# Цифровая печать

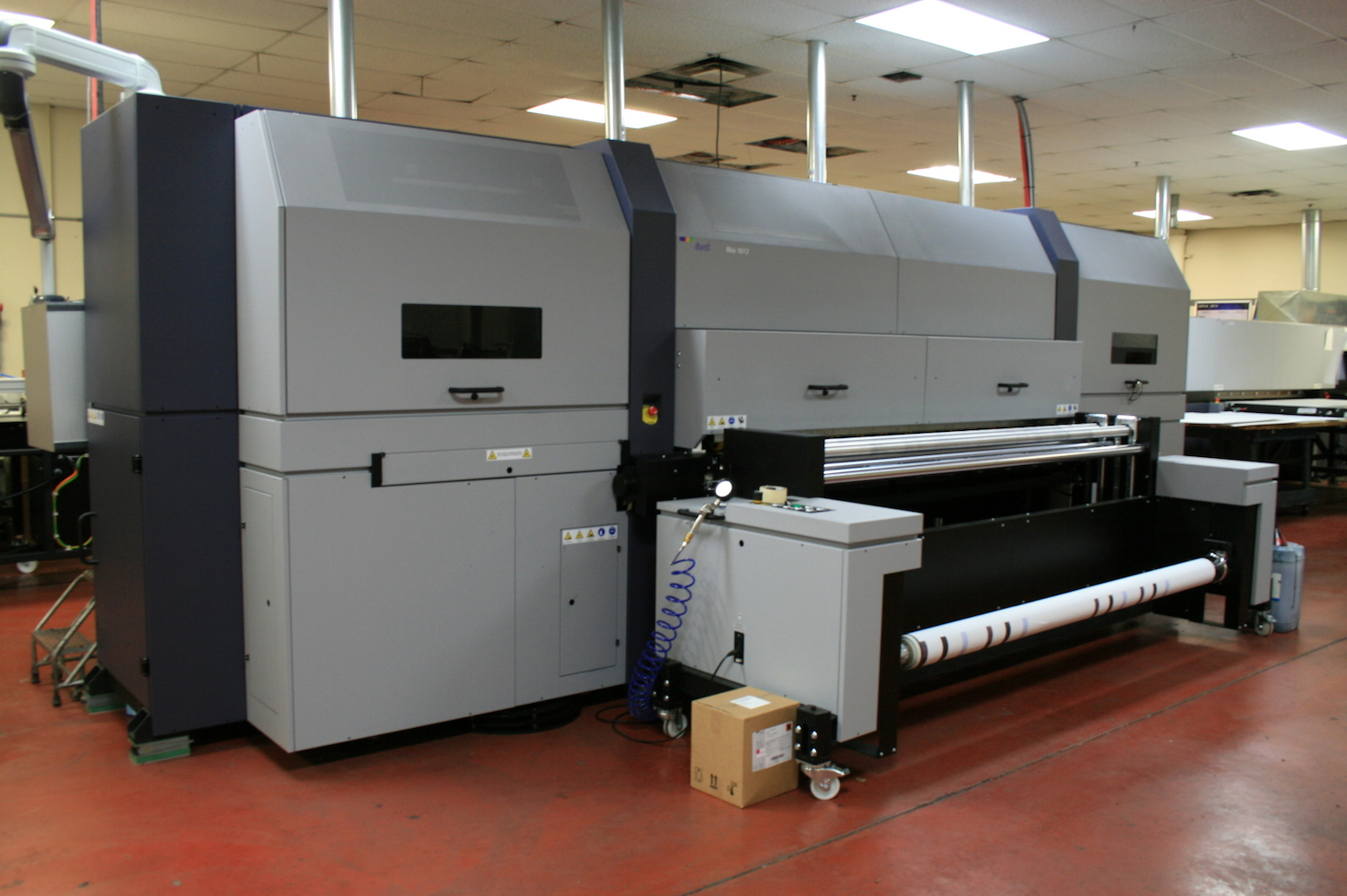
Цифровая печатная машина

Цифровая печать — изготовление тиражной печатной продукции с помощью «цифрового» оборудования — устройств, печатающих непосредственно из электронных файлов и, в основной массе, использующих не офсетную технологию, а технологию прямого нанесения красок (как в принтерах и ризографах). Однако в ризографах, например, используется постоянная форма, но из-за быстрого изготовления печатных форм непосредственно в них перед печатью — инкапсуляции процесса, их обычно относят к цифровым печатным машинам. Поэтому стоит обобщить эти способы печати как «печать без применения постоянных печатных форм».
Условно цифровую печать можно подразделить на несколько подвидов:
- листовая цифровая печать применяется для производства большого количества рекламных материалов: буклеты, визитки, листовки и пр. Используются цифровые лазерные печатные машины в основном производства компаний Xerox, Konica Minolta, HP Indigo, Canon и другие. Печать может быть как цветная, так и в 1 краску (только чёрный тонер, например, в цифровых печатающих машинах в Xerox либо в 1 любую краску (например, в машинах HP Indigo)).
- широкоформатная или рулонная цифровая печать, применяется для производства наружной и интерьерной рекламы, ширина печати таких машин может достигать 5 м, а длина — десятков метров, в машинах используется принцип струйной печати. Материал, используемый для печати — бумага, баннерная ткань, сетка, специальные текстильные материалы. Спектр производителей оборудования весьма широк.

Цифровая печать имеет более высокую цену за лист, в отличие от традиционных методов офсетной печати. Но эта цена компенсируется за счёт отсутствия затрат на все технические этапы, необходимые для изготовления печатных форм. Цифровая печать позволяет сократить время обработки, используемое для каждого оттиска. Экономия рабочей силы и постоянно растущие возможности цифровых печатных машин означают, что цифровая печать достигает уровня, когда она может соответствовать или превосходить способность технологии офсетной печати и производить большие тиражи в несколько тысяч листов по низкой цене. Технология цифровой печати значительно выросла за последние несколько лет благодаря значительному улучшению качества и размеров листов.

## Процесс
Разница между цифровой печатью и аналоговыми методами, такими как литография, флексография, глубокая и высокая печать, заключается в том, что при цифровой печати нет необходимости заменять печатную форму, тогда как при аналоговой печати формы заменяются многократно. Это приводит к более быстрому времени обработки и снижению стоимости цифровой печати, но, как правило, к потере деталей в большинстве коммерческих процессов. Наиболее популярные методы включают струйные и лазерные принтеры, которые наносят пигмент и тонер соответственно на подложки, такие как бумага, холст, стекло, металл и мрамор.
Во многих процессах чернила или тонер не проникают в подложку, как это делают обычные чернила, а образуют на поверхности тонкий слой, который может быть дополнительно прикреплен к подложке фьюзерной жидкостью с термическим (тонер) или ультрафиолетовым отверждением (чернила).

## Методы цифровой печати

### Струйная цифровая печать
Цифровая струйная печать  - это печать файла изображения с компьютера на струйном принтере. Она развилась из технологии цифровой цветопробы от Kodak, 3M и других крупных производителей, а художники и другие типографии адаптировали эти специализированные допечатные пробные машины для художественной печати. Со многими типами данных принтеров проводились эксперименты, наиболее известным из которых был принтер IRIS, первоначально адаптированный для художественной печати программистом Дэвидом Кунсом и принятый для изобразительного искусства Грэмом Нэшем в его типографии Nash Editions в 1991 году. Первоначально эти принтеры были ограничены глянцевой бумагой, но принтер IRIS Graphics позволял использовать различные виды бумаги, включая традиционные и нетрадиционные носители. Принтер IRIS был стандартом цифровой печати в течение многих лет и используется до сих пор, но был вытеснен широкоформатными принтерами других производителей, таких как Epson и HP, которые используют устойчивые к выцветанию архивные чернила (пигментные) на основе, а также более новые чернила на основе растворителя и архивные подложки, специально разработанные для художественной печати.
Подложки для струйной печати включают бумагу, такую как Rives BFK, акварельную бумагу Arches, обработанный и необработанный холст, экспериментальные подложки (например, металл и пластик) и ткань.

### Лазерная цифровая печать
Цифровые изображения экспонируются на светочувствительной фотобумаге с помощью лазеров и обрабатываются фотопроявителями и фиксаторами. Изготовленные оттиски являются фотографиями и имеют непрерывный тон в деталях изображения. В широкоформатных оттисках наибольшее преимущество заключается в том, что в углах изображения отсутствует виньетирование или искажение деталей.

### Цилиндрическая цифровая печать
Цифровая цилиндрическая (УФ) печать - это метод воспроизведения изображений и текста на цилиндрических объектах. Предметы, которые могут быть напечатаны с использованием цифровых цилиндрических процессов, включают чашки, стаканы, термосы, бутылки, контейнеры для макияжа, детали машин, ручки, тюбики, банки и другие. Процесс цифровой цилиндрической печати включает в себя вставку предмета или детали в форме цилиндра в приспособление, которое надежно удерживает его на месте. Затем деталь проходит под механизмом печатающей головки, в котором крошечные капельки чернил CMYK высвобождаются по определенной схеме для формирования изображения. Цифровой процесс по определению быстрее, чем обычная трафаретная печать, потому что требует меньше производственных операций и меньше времени на настройку для многоцветной печати и более сложных заданий.
Способность цифровых цилиндрических печатных машин выполнять полноцветную печать за один проход, включая грунтовки, лаки и специальные краски, позволяет использовать несколько методов проектирования, в том числе:
- Зеркальные оттиски: видны внутри и снаружи стекла или пластика.
- Тон в тон: сплошная матовая основа, усиленная одним слоем краски или прозрачного слоя.
- Витраж
- Контуринг
- Гравировка

В цифровых цилиндрических печатных машинах используются три различных метода обработки изображений: многопроходная, однопроходная и спиральная печать.

#### Многопроходная печать
Многопроходная печать - это когда печатающие головки или печатный объект перемещаются в осевом направлении поэтапно вниз по детали, как в планшетном принтере.

#### Однопроходная печать
Однопроходная печать - включает использование массива печатающих головок для печати изображения полной длины за один оборот печатаемого объекта. Различные цвета обычно печатаются на разных станциях, что приводит к более высокой стоимости, увеличению сложности и чувствительности к выпадению печатных сопел.

#### Спиральная печать
Спиральная печать представляет собой гибридный метод между однопроходным и многопроходным подходами. Данные изображения сопоставляются, чтобы обеспечить непрерывную визуализацию по спирали с ограниченным количеством печатающих головок.

## Преимущества
- Для устройства подобного производства достаточно относительно небольших площадей и бытовой электросети
- Возможность печати коротких тиражей без больших затрат на предпечатную подготовку.
- Высокая скорость печати позволяет практически сразу получить готовый тираж.

## Недостатки
- Относительно высокая себестоимость продукции
- Качество печати ниже, чем у офсетной печати
- Стойкость краски ниже, чем у офсетной печати

## Применения
Цифровая печать имеет множество преимуществ перед традиционными методами. Среди них можно отметить следующие:
- Настольная печать - недорогая печать для дома и офиса возможна только благодаря цифровым процессам, которые обходят необходимость в печатных формах
- Коммерческая - Деловая канцелярия - Включая визитные карточки, фирменные бланки
- Печать переменных данных - использует управляемые базой данных файлы печати для массовой персонализации печатных материалов
- Печать по требованию - цифровая печать используется для персонализированной печати, например, детских книг с именем ребенка, фотокниг (например, свадебных фотокниг) или любых других книг.[7]
- Фотографии - цифровая печать произвела революцию в фотопечати с точки зрения возможности ретуширования и цветокоррекции фотографии перед печатью.